# Schwarzhofen

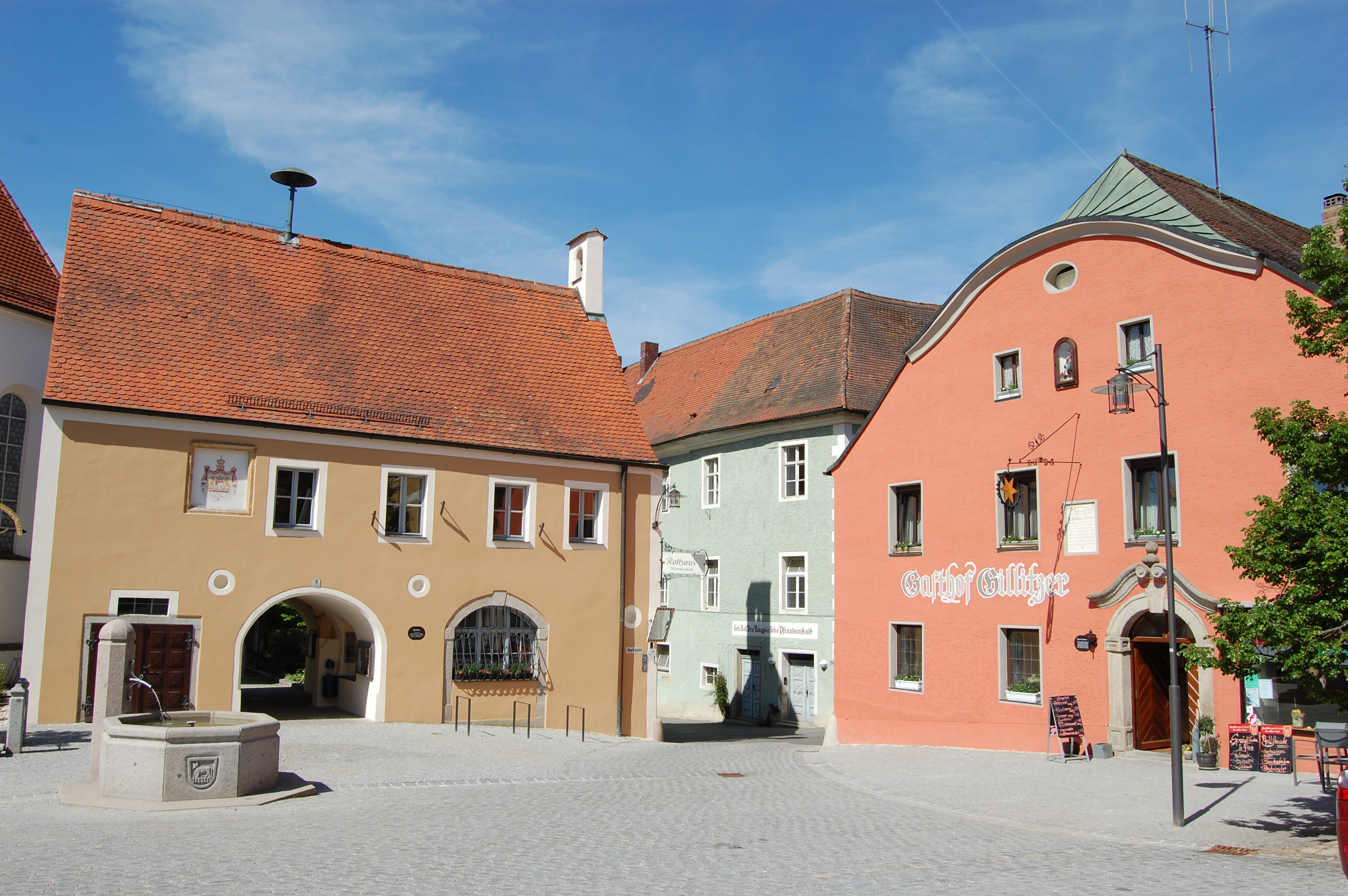
Schwarzhofen

Schwarzhofen este o comună-târg din districtul  Schwandorf, regiunea administrativă Palatinatul Superior, landul Bavaria, Germania.